# 埃里克·克诺德森
埃里克·克诺德森（Erik Knudsen，1988年3月25日—）是加拿大演员。他曾在电锯惊魂2中扮演丹尼尔·马修，在核爆危机中扮演Dale Turner。

## 生平
克诺德森生于加拿大安大略多伦多。1999年，他首次在电视剧中扮演角色。
克诺德森在2012年加拿大电视剧超越时间线中扮演了Alec Sadler。